# WALK OF MY LIFE
《WALK OF MY LIFE》（倖感軌跡）是日本歌手倖田來未的第12張原創專輯，於2015年3月18日由Rhythm zone發行。這是倖田自2014年的《Bon Voyage》後相隔約一年的原創專輯，同時也是慶祝她歌手出道15週年的紀念專輯。倖田起用馬修·泰許勒、巴杜爾·哈伯格、威廉·亨利與托比·蓋德等多位歐美音樂製作人及詞曲作家參與工作，以製作出一張全面脫離J-Pop風格而具攻擊性的專輯。專輯一共以七個形式發行：CD、CD+DVD、CD+藍光光碟、CD+演唱會DVD的歌迷俱樂部版，兩版本音樂卡，以及數碼版。
專輯發行後獲得音樂評論家的讚譽。他們高度讚揚專輯脫離J-Pop的多元曲風，以及倖田在音樂上的挑戰。《WALK OF MY LIFE》成為第十張打進《Oricon》專輯榜冠軍的專輯，累積銷量突破5萬張。專輯收錄豪華夏日單曲〈HOTEL〉的同名曲與〈MONEY IN MY BAG〉，以及她的首支數碼單曲〈Dance In The Rain〉。倖田在專輯發行後展開巡迴演唱會「KODA KUMI LIVE TOUR 2015 〜WALK OF MY LIFE〜 supported by Mercedes-Benz」以宣傳作品，演唱會由梅賽德斯-平治冠名贊助。

## 背景與發展
倖田在2014年發行產後復出的首張錄音室專輯《Bon Voyage》，專輯發行後獲得《Oricon公信榜》的冠軍。其後她展開以專輯為主題的巡迴演唱會「KODA KUMI LIVE TOUR 2014 ～Bon Voyage～」，並連續兩年於台灣舉辦演唱會海外場次。期間她亦推出豪華夏日單曲〈HOTEL〉，以及個人首支數碼單曲〈Dance In The Rain〉。在籌備新錄音室專輯的時候，相比起過往以絢麗風格為特色的專輯《JAPONESQUE》，以及採用航海主題的專輯《Bon Voyage》，倖田決定採用更加樸實的概念以迎接歌手出道15週年。她以《WALK OF MY LIFE》作為專輯的標題，代表把自己從出道起走過的軌跡濃縮在作品。
倖田的音樂廠牌Rhythm zone與其所屬母公司Avex Trax延續前作的製作模式，在專輯起用多位歐美製作人及詞曲作家，包括佛雷德羅、威爾·西姆斯、安德魯·翁德伯格、馬修·泰許勒、巴杜爾·哈伯格、威廉·亨利與托比·蓋德。當中泰許勒、蓋德、哈伯格等製作人曾在《JAPONESQUE》與前作《Bon Voyage》等原創專輯與倖田合作，而其他則多位首次合作的製作人。倖田的下一張原創專輯《W FACE ～outside～》則繼續沿用這種方式製作。雖為慶祝出道15週年的專輯，但製作團隊未有以抓耳易記的商業性作品作製作方向，而是讓倖田自行決定自己想要歌唱的作品，並收錄多首具攻擊性的歌曲。倖田在完成錄製後認為製作出非常帥氣的作品，希望盡早讓聽眾認識全新的自己。

## 音樂與歌詞
《WALK OF MY LIFE》是一張全面脫離J-Pop風格的專輯，並在聲音上完全專注海外。專輯融合了多種曲風，包括流行舞曲、嘻哈、搖滾樂、流行、電子舞曲、抒情歌曲、節奏藍調與碎拍。專輯以「倖田超越倖田」為主題，突顯出她以最前端的音樂風格持續進化，並傳達出「不管別人是怎麼想，自己要怎麼活才重要」的意義。
專輯的序曲〈Introduction ～WALK OF MY LIFE～〉以英語歌詞在專輯開頭唱出整體主題，並同時包含著「再次歸零重整，從這裡重新開始」的自我呼喊。第二首歌曲〈Dance In The Rain〉是一首展現出悲傷與力量的抒情舞曲，並傳達出「無論怎樣被雨水打擊，都要好好相信自己並邁向明日」的信息。第三首歌曲〈Lippy〉是一首融合上世紀90年代的碎拍與南部嘻哈的歌曲，歌詞表現出雖然常被以有色眼鏡看待，但無論好壞的部分均是自己。第四首歌曲〈Mercedes〉是一首具搖擺樂感的靈魂樂歌曲，並將自己比喻為梅賽德斯-賓士，表示想要成為像梅賽德斯般美麗而堅強的女性。
第五首歌曲〈Like It〉是一首在部落節拍上疊加合唱部分的嘻哈歌曲，歌曲的特色為音數較少，並把倖田聲樂當成樂器般處理。第六首歌曲〈House Party〉是一首老派的放克派對歌曲，並受到上世紀80年代的的士高風格影響，也是一首讓倖田以在現場表演上與歌迷打成一片為目標的作品。第七首歌曲〈Interlude ～Dance～〉是一首以「讓我們跳舞吧」為主題的簡單間奏曲，並將專輯稍作區分，讓下一首歌曲掀起新的一幕。
第八首歌曲〈HOTEL〉是一首揉合雷鬼、靈魂樂、節奏藍調與嘻哈等曲風的中板舞曲，並以感覺以清涼的合成器和多層疊加的合唱為特色。第九首歌曲〈Gimme U〉是一首流行風格情歌，歌曲音域主要在真聲與假聲之間，歌詞表達出無論憤怒、哭泣，還是歡笑，全部回憶都會成為幸福的食譜。第十首歌曲〈You can keep up with me〉是一首結合鐵克諾、搖滾樂與嘻哈的歌曲，也是專輯唯一一首倖田未有參與填詞的歌曲。第十一首歌曲〈MONEY IN MY BAG〉是一首嘻哈歌曲，歌詞完全以放浪女孩的角度填寫，表示金錢就是衡量自己價值的標準，讓愛慕她的人把鈔票放進自己的手袋裡。
第十二首歌曲〈PIECE IN THE PUZZLE〉是一首硬式搖滾曲，歌曲把拼圖比喻為人，表示只要像拼圖集合伙伴就能克服無法獨自越過的障礙。第十三首歌曲〈Fake Tounge〉同樣是一首硬式搖滾曲，歌詞以自身初次被背叛的真實經歷填寫。第十四首歌曲〈Sometimes Dreams Come True〉是一首以重覆演奏電結他為特色的歌曲，內容講述倖田自小的夢想以及至今走過的軌跡。第十五首歌曲〈LIFE so GOOD!!〉是一首讓觀眾在現場表演跟著甩毛巾的快板歌曲，歌詞以易於理解跟有趣的方式傳達出要堅持自我的重要信息。專輯的同名結尾曲是一首以舞廳節拍構成，並主要以鋼琴與弦樂器伴奏的強力抒情曲。歌曲為倖田的〈walk〉續作，想像著10年後或15年後的自己而創作。

## 發行與包裝
《WALK OF MY LIFE》於2015年3月18日由Rhythm zone分七個版本發行。專輯的CD版收錄16首歌曲。CD+DVD版收錄同樣16首歌曲，並附贈收錄〈HOTEL〉、〈MONEY IN MY BAG〉、〈Dance In The Rain〉、〈Like It〉與專輯同名曲的音樂影片，以及幕後花絮。CD+藍光光碟收錄同樣內容，而三個版本均附贈28頁小冊子，首批版本以豪華紙盒包裝。台灣愛貝克思則於同年4月1日發行了CD+DVD與CD版。
名為「歌迷俱樂部版」的特別版僅在倖田的網站上發行，CD收錄同樣16首歌曲，而DVD則收錄倖田在2014年12月6日舉行的一日限定歌迷俱樂部演唱會及幕後花絮影像，並同樣以豪華紙盒包裝。專輯亦以兩版本音樂卡發行，收錄內容均為3首單曲加上5首新曲，僅在專輯的巡迴演唱會現場及mu-mo網站發行。專輯最後一張個版本為數位版，收錄曲目與CD版一致。
《WALK OF MY LIFE》的五個封面均由TISCH負責拍攝，而封面與相關照片則由United Lounge Tokyo的成員設計。專輯全部封面都是以身穿黑色衣褲兼披上黑色大衣的倖田，在灰色背景上擺出不同姿勢而成。專輯的CD+藍光光碟封面為倖田面向鏡頭雙腿交叉站著，右手則批著舉行的左手手肘。專輯的CD+DVD版、數位版與其中一版音樂卡採用相同封面，均是以半蹲的倖田朝向鏡頭，並一手批著下巴、一手碰著腿上的高根鞋。CD版的封面為倖田正面朝向鏡頭半蹲著，左手扶著脖子，右手則擺出叉腰姿勢。歌迷俱樂部版封面為倖田正面朝向鏡頭，左手放在臉下的半身照，而另一版音樂卡封面則為倖田側面朝向鏡頭，保持相近姿勢的半身照。

## 宣傳

### 單曲
〈HOTEL〉於2014年8月6日作為專輯的首支單曲發行，也是倖田每年慣例的夏日豪華單曲。這張單曲收錄3首間奏曲，以及3首新曲：〈HOTEL〉、〈MONEY IN MY BAG〉，以及〈TURN AROUND〉。台灣版發行特別企劃版，包括收錄附中文字幕的2013年台灣公演密著影像，以及附贈隨機款式的生寫真。單曲發行後空降《Oricon》單曲榜第7位，累積銷量超過2萬張。同名曲也亦打進日本《告示牌》百強單曲榜第23位。倖田在〈HOTEL〉的音樂影片扮演與數位工作人員一起經營的度假酒店老闆，而在〈MONEY IN MY BAG〉的音樂影片則展示出速度強勁的熱舞。
〈Dance In The Rain〉於2014年11月5日在iTunes於全球110個國家以限時優惠價格提供下載，作為專輯第二支單曲兼倖田首支數碼單曲發行。單曲其後亦在11月12日於其他平台提供下載，並發行粉絲俱樂部限定的實體版本唱片。歌曲的音樂影片使用當時世界最火熱的「Oculus Rift」360度頭戴式全景螢幕，透過最尖端的科技技術，讓使用者身歷其境在影片世界中。歌曲亦另外推出以2D技術製作音樂影片，以今日邁向明日為主題，以四種不同樣貌的倖田來未與場景，詮釋出邁向過程中經歷的恐怖、失意、感謝、希望等四個情感。

### 巡迴演唱會
倖田在《WALK OF MY LIFE》發行後展開巡迴演唱會「KODA KUMI LIVE TOUR 2015 〜WALK OF MY LIFE〜 supported by Mercedes-Benz」以宣傳作品。這是倖田相隔兩年以來的體育場規模巡迴演唱會，並由梅賽德斯-平治冠名贊助。演唱會於4月4日起至6月28日於日本全國8個地方總共演出12場。演唱會的表演曲目包括〈Interlude ～Dance～〉、〈HOTEL〉以及〈MONEY IN MY BAG〉以外所有專輯收錄曲。演唱會的影像以2DVD及藍光光碟形式發行。DVD版的附贈DVD收錄了其他場次演唱的曲目、〈Lippy〉的背景影片，以及演唱會的製作紀錄片。這些內容亦同樣收錄在藍光光碟版。演唱會的影像發行後分別打進《Oricon》的DVD榜第2位以及藍光光碟榜第13位。

## 專業評價
| 評論得分       | 評論得分 |
| 來源           | 評分     |
| -------------- | -------- |
| 《Bounce》     | 正面     |
| 《CD Journal》 | 正面     |
| KKBOX          | 正面     |

《WALK OF MY LIFE》獲得音樂評論家的讚譽。《Bounce》的出嶌孝次讚賞專輯體現出倖田在J-Pop的大道上昂首闊步，以及保持著最具攻擊性的聲音取向的態度。《CD Journal》的編輯讚賞專輯的節奏藍調、靈魂樂與電子舞曲等遠離J-Pop的多元曲風交出帥氣的成品，並進一步宣示在音樂上的深化。他亦認為專輯多數歌曲均宣揚積極正面的生活方式，坦率地傳達她現在的感受。KKBOX的dato讚賞專輯脫離J-Pop的範疇，放手一搏挑戰自我極限，整張專輯洋派帥氣，性感中帶有迷人的王者風範。他亦特別稱讚〈Dance In The Rain〉氣勢磅礡、〈Gimme U〉輕快俏皮，而專輯同名曲則重新審視她的歌唱初心。

## 商業成績
《WALK OF MY LIFE》發行後以超過3萬張銷量空降《Oricon》專輯日榜冠軍，其後以超過3.9萬張的首週銷量登上週榜冠軍，成為倖田職業生涯總共第十張冠軍專輯，也是她自去年的《Bon Voyage》後相隔約一年獲得冠軍的音樂作品。專輯其後登上月榜單第10位，以及2015年的年榜第95位。專輯總共在榜單前300位逗留了14週，累計銷量達到50,013張，較前作《Bon Voyage》的59,499張輕微下滑。《WALK OF MY LIFE》亦在發行首週空降日本《告示牌》的專輯銷售榜第5位。

## 歌曲列表
| CD       | CD                               | CD | CD               | CD    |
| 曲序     | 曲目                             | 词曲 | 製作人           | 时长  |
| -------- | -------------------------------- | --- | ---------------- | ----- |
| 1.       | Introduction ～WALK OF MY LIFE～ | 倖田來未 弗雷德里克·「佛雷德羅」·奧德舍 安內莎·伯切特 （ 英语 ： Anesha & Antea Birchett） 安蒂婭·謝爾頓 （ 英语 ： Anesha & Antea Birchett） 皮奧克斯·皮羅瓦諾 | 佛雷德羅         | 1:16  |
| 2.       | Dance In The Rain                | 倖田 her0ism （ 英语 ： her0ism） Ziggy （ 英语 ： Sigurd Rosnes） 梅蘭妮·喬伊·豐塔納 （ 英语 ： Melanie Fontana）                                   | her0ism Ziggy    | 3:17  |
| 3.       | Lippy                            | 倖田 菲爾·安奎蒂爾 巴維克·北大年 克里斯蒂娜·帕里 （ 英语 ： Christina Parie）                                                    | Knightstarr      | 3:16  |
| 4.       | Mercedes                         | 倖田 梅根·考頓 （ 英语 ： Maegan Cottone） 瑞克·帕克豪斯 喬治·蒂薩德 喬恩·馬奎爾 （ 英语 ： Jon Maguire）                                  | Red Triangle     | 2:54  |
| 5.       | Like It                          | 倖田 賈里德·科特 內金·賈法裡 奧德舍 皮羅瓦諾                                                                      | 佛雷德羅         | 2:46  |
| 6.       | House Party                      | 倖田 威爾·西姆斯 米歇爾·埃斯科費裡 菲爾·安奎蒂爾                                                                  | 西姆斯           | 3:00  |
| 7.       | Interlude ～Dance～              | 倖田 LO 琳達·史塔克                                                                                               | LO               | 1:00  |
| 8.       | HOTEL                            | 倖田 H.U.B 迪德里克·托特 塞巴斯蒂安·托伊特 伊爾瓦·迪姆貝里                                                        | 托特             | 3:22  |
| 9.       | Gimme U                          | 倖田 馬修·泰許勒 （ 英语 ： Matthew Tishler） 安德魯·翁德伯格 菲利普·本特利                                                      | 翁德伯格 泰許勒  | 3:18  |
| 10.      | You can keep up with me          | 神薰 薩布麗娜·路易絲·伯恩斯坦 保羅·普魯登西奧·帕卡·沙拉齊 奧德舍 皮羅瓦諾                                         | 佛雷德羅         | 2:40  |
| 11.      | MONEY IN MY BAG                  | 倖田 巴爾杜·哈伯格 海登·貝爾 莎拉·倫德巴克·貝爾 伊爾瓦·迪姆貝里                                                   | 哈伯格           | 2:35  |
| 12.      | PIECE IN THE PUZZLE              | 倖田 考頓 北大年 威廉·亨利 瑞奇·魏爾德                                                                            | Knightstarr 亨利 | 3:05  |
| 13.      | Fake Tongue                      | 倖田 艾瑪·史塔克斯 史蒂夫·韋爾 卡爾·阿迪                                                                          |                  | 3:20  |
| 14.      | Sometimes Dreams Come True       | 倖田 托比·蓋德 （ 英语 ： Toby Gad） 洁西·J                                                                               | 蓋德             | 3:05  |
| 15.      | LIFE so GOOD!!                   | 倖田 Hi-yunk （ 日语 ： Hi-yunk）                                                                                        |                  | 3:57  |
| 16.      | WALK OF MY LIFE                  | 倖田 尼克·卡本 安東尼·納托利 約翰·塞科洛 彼得·齊佐 （ 英语 ： Peter Zizzo）                                                  |                  | 3:47  |
| 总时长： | 总时长：                         | 总时长： | 总时长：         | 46:38 |

| DVD／藍光光碟 | DVD／藍光光碟                 | DVD／藍光光碟 |
| 曲序          | 曲目                          | 时长          |
| ------------- | ----------------------------- | ------------- |
| 1.            | HOTEL（音樂影片）             | 3:27          |
| 2.            | MONEY IN MY BAG（音樂影片）   | 2:40          |
| 3.            | Dance In The Rain（音樂影片） | 3:53          |
| 4.            | WALK OF MY LIFE（音樂影片）   | 3:56          |
| 5.            | Like It（音樂影片）           | 2:54          |
| 6.            | 幕後花絮                      | 6:50          |
| 总时长：      | 总时长：                      | 23:40         |

| 歌迷俱樂部DVD：15th Anniversary First Class 2nd Limited Live at Studio Coast | 歌迷俱樂部DVD：15th Anniversary First Class 2nd Limited Live at Studio Coast    |
| 曲序                                                                         | 曲目                                                                            |
| ---------------------------------------------------------------------------- | ------------------------------------------------------------------------------- |
| 1.                                                                           | Dance In The Rain                                                               |
| 2.                                                                           | HOTEL                                                                           |
| 3.                                                                           | MONEY IN MY BAG                                                                 |
| 4.                                                                           | Dreaming Now!                                                                   |
| 5.                                                                           | LALALALALA                                                                      |
| 6.                                                                           | IS THIS TRAP?                                                                   |
| 7.                                                                           | 好愛好愛你（）                                                                  |
| 8.                                                                           | Go to the top                                                                   |
| 9.                                                                           | Love Me Back                                                                    |
| 10.                                                                          | 不要停止愛我（）                                                                |
| 11.                                                                          | Poppin' love cocktail                                                           |
| 12.                                                                          | POP DIVA                                                                        |
| 13.                                                                          | 喜歡，喜歡，喜歡。（）                                                          |
| 14.                                                                          | Lollipop                                                                        |
| 15.                                                                          | Can We Go Back                                                                  |
| 16.                                                                          | Physical thing                                                                  |
| 17.                                                                          | Lick me♥                                                                        |
| 18.                                                                          | It's all Love!                                                                  |
| 19.                                                                          | stay with me                                                                    |
| 20.                                                                          | TABOO                                                                           |
| 21.                                                                          | Moon Crying                                                                     |
| 22.                                                                          | anytime                                                                         |
| 23.                                                                          | LAST ANGEL                                                                      |
| 24.                                                                          | 愛之歌（）                                                                      |
| 25.                                                                          | FREAKY                                                                          |
| 26.                                                                          | BUT                                                                             |
| 27.                                                                          | Cherry Girl                                                                     |
| 28.                                                                          | 悲夢之歌（）                                                                    |
| 29.                                                                          | 人魚公主（）                                                                    |
| 30.                                                                          | I’ll be there                                                                   |
| 31.                                                                          | 戀愛花蕾（）                                                                    |
| 32.                                                                          | Someday                                                                         |
| 33.                                                                          | WIND                                                                            |
| 34.                                                                          | KAMEN                                                                           |
| 35.                                                                          | 現在就要（）                                                                    |
| 36.                                                                          | No Regret                                                                       |
| 37.                                                                          | Candy                                                                           |
| 38.                                                                          | feel                                                                            |
| 39.                                                                          | Lies                                                                            |
| 40.                                                                          | Shake It Up                                                                     |
| 41.                                                                          | D.D.D.                                                                          |
| 42.                                                                          | Birthday Eve                                                                    |
| 43.                                                                          | you                                                                             |
| 44.                                                                          | Promise                                                                         |
| 45.                                                                          | flower                                                                          |
| 46.                                                                          | Butterfly                                                                       |
| 47.                                                                          | Hot Stuff                                                                       |
| 48.                                                                          | hands                                                                           |
| 49.                                                                          | 奇蹟（）                                                                        |
| 50.                                                                          | Chase                                                                           |
| 51.                                                                          | 甜心戰士（）                                                                    |
| 52.                                                                          | Crazy 4 U                                                                       |
| 53.                                                                          | Gentle Words                                                                    |
| 54.                                                                          | COME WITH ME                                                                    |
| 55.                                                                          | real Emotion                                                                    |
| 56.                                                                          | 千言萬語（）                                                                    |
| 57.                                                                          | m·a·z·e                                                                         |
| 58.                                                                          | Love across the ocean                                                           |
| 59.                                                                          | So Into You                                                                     |
| 60.                                                                          | COLOR OF SOUL                                                                   |
| 61.                                                                          | Trust Your Love                                                                 |
| 62.                                                                          | TAKE BACK                                                                       |
| 63.                                                                          | 紀錄影片（「Koda Kumi 15th Anniversary First Class 2nd Limited Live」幕後花絮） |

| 音樂卡   | 音樂卡            | 音樂卡                             | 音樂卡        | 音樂卡 |
| 曲序     | 曲目              | 词曲                               | 製作人        | 时长   |
| -------- | ----------------- | ---------------------------------- | ------------- | ------ |
| 1.       | Dance In The Rain | 倖田 her0ism Ziggy 豐塔納          | her0ism Ziggy | 3:17   |
| 2.       | Lippy             | 倖田 安奎蒂爾 北大年 帕里          | Knightstarr   | 3:16   |
| 3.       | Like It           | 倖田 科特 賈法裡 奧德舍 皮羅瓦諾   | 佛雷德羅      | 2:46   |
| 4.       | House Party       | 倖田 西姆斯 埃斯科費裡 安奎蒂爾    | 西姆斯        | 3:00   |
| 5.       | HOTEL             | 倖田 H.U.B 托特 托伊特 迪姆貝里    | 托特          | 3:22   |
| 6.       | MONEY IN MY BAG   | 倖田 哈伯格 H·貝爾 S·貝爾 迪姆貝里 | 哈伯格        | 2:35   |
| 7.       | LIFE so GOOD!!    | 倖田 Hi-yunk                       |               | 3:57   |
| 8.       | WALK OF MY LIFE   | 倖田 卡本 納托利 塞科洛 齊佐       |               | 3:47   |
| 总时长： | 总时长：          | 总时长：                           | 总时长：      | 25:59  |

## 榜單排名
| 榜單（2015年）               | 最高 位置 |
| ---------------------------- | --------- |
| 日本（Oricon公信榜）         | 1         |
| 日本（《告示牌》）專輯銷售榜 | 5         |

| 榜單（2015年）       | 最高 位置 |
| -------------------- | --------- |
| 日本（Oricon公信榜） | 10        |

| 年榜單（2015年）     | 位置 |
| -------------------- | ---- |
| 日本（Oricon公信榜） | 95   |

## 銷量
| 地區 | 认证 | 认证单位/销量 |
| ---- | ---- | ------------- |
| 日本 | —    | 50,013        |

## 其他版本
Lippy
1. Lippy：收錄於專輯（2015年）
2. Lippy (FIGHT CLVB Remix)：收錄於《Koda Kumi Driving Hit's 7》（2017年）

Sometimes Dream Come True
1. Sometimes Dream Come True：收錄於專輯（2015年）
2. Sometimes Dream Come True (Kiyoshi Sugo Remix)：收錄於《Koda Kumi Driving Hit's 8》（2018年）